# Reepschießer
Als Reepschießer wurde einer der beiden Schiffsjungen bei den Heringsfängern der Loggerfischerei bezeichnet, der das Reep beim Einholen im Reepraum aufrollte (aufschoss).
Die Schiffe der Heringsfänger waren Logger, die anfangs als Segellogger, dann als Dampf- oder Motorlogger die Heringe im Treibnetz fischten. Das Netz trieb im Wasser und zog den Logger am Verbindungsseil, dem Reep, hinter sich her.

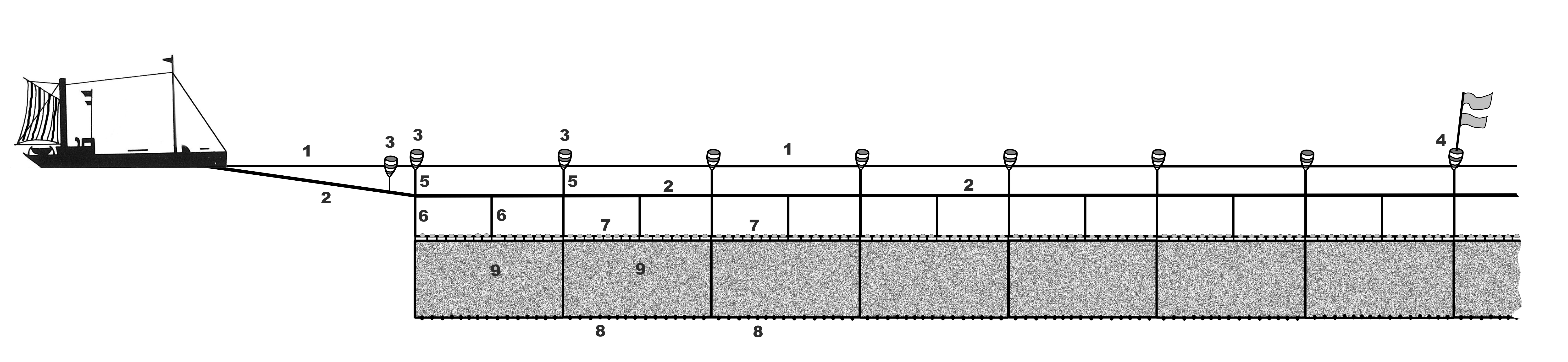
Segellogger mit Heringsfleet. 1: Wasseroberfläche 2: Fleetreep 3: Brails 4: Jonas (am Fleetende und nach jeweils einem Quartel entspr. ca. 15 Netzen) 5: Brailtau, 6 m 6: Zeisinge, 8 m 7: Sperreep mit Flotjes (Korken) und Staalen 8: Unterwant mit Bleien 9: Netz oder Want, 15 × 30 m